# George Colman le Jeune
Pour les articles homonymes, voir Colman.
George Colman (21 octobre 1762 - 17 octobre 1836) est un écrivain anglais. Il est désigné par le Jeune pour le distinguer de son père George Colman l'Ancien.
Il travailla également pour le théâtre et composa entre autres pièces John Bull (1805), l'une des meilleures comédies de l'Angleterre. George IV du Royaume-Uni l'admettait dans sa familiarité, ainsi que Sheridan.

## Source
Cet article comprend des extraits du Dictionnaire Bouillet. Il est possible de supprimer cette indication, si le texte reflète le savoir actuel sur ce thème, si les sources sont citées, s'il satisfait aux exigences linguistiques actuelles et s'il ne contient pas de propos qui vont à l'encontre des règles de neutralité de Wikipédia.